# 瀧本美咲
瀧本 美咲（たきもと みさき、1980年10月27日 - ）は、日本の女性総合格闘家。長野県駒ヶ根市出身。空手道禅道会横浜支部所属。

## 来歴
2001年9月27日、スマックガールでアマチュア総合格闘技デビューし、星野久子と対戦し、フロントチョークで一本負け。
2002年3月2日、SMACKGIRL 〜God Bless You!〜でプロデビューし、しなしさとこに腕ひしぎ十字固めで一本負け。
2003年7月6日、スマックガールでしなしさとこと再戦するも、腕ひしぎ十字固めで見込み一本負け。
2003年10月5日、リアルファイティング空手道選手権大会・女子50kg以下級に出場。決勝で金子真理に敗れ、準優勝となった。
2004年9月26日、リアルファイティング空手道選手権大会・女子50kg以下級に出場。決勝で金子真理に勝利し、優勝を果たした。
2004年10月24日、DEEP初参戦となったclub DEEP 7th in 富山でMIKUと対戦し、腕ひしぎ十字固めで一本勝ち。
2005年7月10日、初参戦となったパンクラスでWINDY智美と対戦し、判定負け。
2005年10月2日、リアルファイティング空手道選手権大会・女子55kg以下級に出場。決勝で中村さくらに1分58秒腕ひしぎ十字固めで一本勝ちし、優勝を果たした。
2005年12月17日、修斗ルール初挑戦となったG-SHOOTO JAPAN 03でMIKUと再戦し、腕ひしぎ十字固めで一本勝ち。MIKUに対して2連勝となった。
2006年2月17日、修斗で藤井惠と対戦し、三角絞めで見込み一本負け。
2006年9月17日、リアルファイティング空手道選手権大会・女子50kg以下級に出場。決勝で山本幸子（現・SACHI）に判定勝ちし、優勝を果たした。
2006年11月29日、SMACKGIRL 2006 〜極女伝説〜でリサ・ワードと対戦し、チキンウィングアームロックで一本負け。
2007年3月11日、SMACKGIRLフライ級（-48kg）王者タイトルマッチで王者しなしさとこと3度目の対戦となったが、1-2の判定負けで王座獲得に失敗した。しなしとの対戦成績は3連敗となった。
2007年6月16日、渡辺久江への挑戦権を賭け、DEEP女子ライト級（-48kg）王座挑戦者決定戦でMIKUと3度目の対戦となったが、腕ひしぎ十字固めで一本負け。MIKUに初敗北を喫した。
2007年9月2日、リアルファイティング空手道選手権大会・女子48kg以下級に出場。決勝で山本幸子に腕ひしぎ十字固めで一本負けし、準優勝となった。この大会を最後に、禅道会横浜支部に移籍。
2007年11月11日、ケージ初挑戦となったCAGE FORCE EX -eastern bound-でK-GRACE提供試合として大室奈緒子と対戦し、0-0の判定ドロー。
2008年5月24日、DEEP女子ライト級（-48kg）王座挑戦者決定戦で大室奈緒子と再戦し、判定勝ち。王者MIKUへの挑戦権を獲得した。
2008年8月17日、DEEP 37 IMPACTで行われたDEEP女子ライト級（-48kg）タイトルマッチで王者MIKUと4度目の対戦となったが、左ミドルキックでTKO負け。MIKUとの対戦成績は2勝2敗となった。
2008年10月5日、リアルファイティング空手道選手権大会・女子48kg以下級に出場。決勝で2年連続で同じ顔合わせとなった山本幸子と対戦し、1-2の優勢負けで準優勝となった。
2008年11月16日、JEWELS 旗揚げ戦で吉田正子と対戦し、3-0の判定勝ち。
2009年9月13日、JEWELS 5th RINGのメインイベントでハム・ソヒと対戦し、0-3の判定負け。ソヒは計量オーバーで減点1となっていた。
2009年10月24日、VALKYRIE 03のメインイベントで茂木康子と対戦し、3Rにスタンドパンチ連打によるTKO勝ちを収めた。
2010年7月31日、JEWELS 9th RINGでリサ・ニュートンと対戦し、チョークスリーパーで一本勝ちを収めた。
2010年10月3日、リアルファイティング空手道選手権大会・女子52kg以下級に出場。準決勝で石岡沙織に優勢負けを喫した。
2010年12月30日、戦極 Soul of Fightでエイミー・デイビスと対戦し、2-1の判定勝ちを収めた。
2011年9月11日に開幕したJEWELS初代フェザー級女王決定トーナメントに出場。1回戦でMIYOKOに判定勝ちを収め準決勝に進出。12月17日の準決勝で関友紀子に判定勝ちするも、続く決勝でスギロックに腕ひしぎ十字固めで一本負けを喫した。
2015年5月31日、DEEP JEWELS 8でTee Veeと対戦し判定負け。

## 戦績

### プロ総合格闘技
| 総合格闘技 戦績 | 総合格闘技 戦績 | 総合格闘技 戦績 | 総合格闘技 戦績 | 総合格闘技 戦績 | 総合格闘技 戦績 | 総合格闘技 戦績 |
| --------------- | --------------- | --------------- | --------------- | --------------- | --------------- | --------------- |
| 33 試合         | (T)KO           | 一本            | 判定            | その他          | 引き分け        | 無効試合        |
| 15 勝           | 1               | 8               | 6               | 0               | 4               | 0               |
| 14 敗           | 1               | 7               | 6               | 0               | 4               | 0               |

| 勝敗 | 対戦相手           | 試合結果                           | 大会名                                                                                  | 開催年月日     |
| ×    | Tee Vee            | 5分2R終了 判定0-3                  | DEEP JEWELS 8                                                                           | 2015年5月31日  |
| ×    | スギロック         | 1R 4:09 腕ひしぎ十字固め           | JEWELS 17th RING 【JEWELS初代フェザー級女王決定トーナメント決勝戦】                     | 2011年12月17日 |
| ○    | 関友紀子           | 5分2R終了 判定3-0                  | JEWELS 17th RING 【JEWELS初代フェザー級女王決定トーナメント準決勝】                     | 2011年12月17日 |
| ○    | MIYOKO             | 5分2R終了 判定3-0                  | JEWELS 16th RING 【JEWELS初代フェザー級女王決定トーナメント1回戦】                      | 2011年9月11日  |
| ×    | スギロック         | 1R 4:06 チョークスリーパー         | JEWELS 14th RING 【JEWELS特別ルール】                                                   | 2011年5月14日  |
| ○    | エイミー・デイビス | 5分2R終了 判定2-1                  | 戦極 Soul of Fight                                                                      | 2010年12月30日 |
| ○    | リサ・ニュートン   | 1R 2:10 チョークスリーパー         | JEWELS 9th RING                                                                         | 2010年7月31日  |
| ○    | 茂木康子           | 3R 0:51 TKO（スタンドパンチ連打）  | VALKYRIE 03                                                                             | 2009年10月24日 |
| ×    | ハム・ソヒ         | 5分2R終了 判定0-3                  | JEWELS 5th RING                                                                         | 2009年9月13日  |
| ○    | 関友紀子           | 1R 3:40 腕ひしぎ十字固め           | JEWELS 3rd RING                                                                         | 2009年5月16日  |
| ×    | 玉田育子           | 5分2R終了 判定0-3                  | JEWELS 2nd RING                                                                         | 2009年2月4日   |
| ○    | 吉田正子           | 5分2R終了 判定3-0                  | JEWELS 旗揚げ戦                                                                         | 2008年11月16日 |
| ×    | MIKU               | 2R 4:40 TKO（左ミドルキック）      | DEEP 37 IMPACT 【DEEP女子ライト級タイトルマッチ】                                       | 2008年8月17日  |
| ○    | 大室奈緒子         | 5分2R終了 判定3-0                  | CLUB DEEP TOKYO in 新宿FACE 【DEEP女子ライト級王座挑戦者決定戦】                        | 2008年5月24日  |
| △    | 大室奈緒子         | 5分2R終了 判定0-0                  | CAGE FORCE EX -eastern bound-                                                           | 2007年11月11日 |
| ×    | MIKU               | 1R 4:32 腕ひしぎ十字固め           | club DEEP 東京 【DEEP女子ライト級王座挑戦者決定戦】                                     | 2007年6月16日  |
| ×    | しなしさとこ       | 5分3R終了 判定1-2                  | SMACKGIRL 2007 〜女王は新宿の夜を赤く染るか？〜 【SMACKGIRLフライ級女王タイトルマッチ】 | 2007年3月11日  |
| ×    | リサ・ワード       | 2R 3:32 チキンウィングアームロック | SMACKGIRL 2006 〜極女伝説〜                                                             | 2006年11月29日 |
| △    | 中村さくら         | 5分2R終了 判定0-1                  | club DEEP 白馬 モンスターチャレンジ 2                                                   | 2006年8月12日  |
| ○    | 村浪真穂           | 1R 2:04 腕ひしぎ十字固め           | G-SHOOTO plus 06                                                                        | 2006年6月11日  |
| △    | ゆうこ             | 5分2R終了 判定0-1                  | G-SHOOTO JAPAN 05                                                                       | 2006年5月6日   |
| △    | 吉田正子           | 5分2R終了 判定0-1                  | G-SHOOTO JAPAN 04 【G-SHOOTO ストロー級プラストーナメント 1回戦】                       | 2006年3月11日  |
| ×    | 藤井惠             | 2R 4:36 三角絞め                   | 修斗 SHOOTO The Victory of The Truth                                                    | 2006年2月17日  |
| ○    | MIKU               | 1R 3:08 腕ひしぎ十字固め           | G-SHOOTO JAPAN 03                                                                       | 2005年12月17日 |
| ×    | WINDY智美          | 3分3R終了 判定0-3                  | PANCRASE 2005 SPIRAL TOUR                                                               | 2005年7月10日  |
| ×    | 松本裕美           | 5分2R終了 判定0-3                  | CROSS SECTION                                                                           | 2004年12月12日 |
| ○    | MIKU               | 1R 4:45 腕ひしぎ十字固め           | club DEEP 7th in 富山 -野蛮人祭り-                                                      | 2004年10月24日 |
| ○    | 松川敬子           | 1R 4:28 腕ひしぎ十字固め           | Love Impact                                                                             | 2004年6月6日   |
| ○    | 筒井千尋           | 1R 2:13 腕ひしぎ十字固め           | Love Impact                                                                             | 2004年2月8日   |
| ×    | しなしさとこ       | 1R 2:03 腕ひしぎ十字固め           | SMACKGIRL Third Season-V                                                                | 2003年7月6日   |
| ○    | 片桐美紀           | 10分1R終了 判定3-0                 | ARKADIA 【禅道会提供 昇段マッチ（リアルファイティングルール）】                         | 2003年3月29日  |
| ○    | 大島椿             | 2R 2:58 腕ひしぎ十字固め           | SMACKGIRL 〜GOLDEN GATE 2002〜                                                          | 2002年5月6日   |
| ×    | しなしさとこ       | 1R 4:32 腕ひしぎ十字固め           | SMACKGIRL 〜God Bless You!〜                                                            | 2002年3月2日   |

### アマチュア総合格闘技
| 勝敗 | 対戦相手 | 試合結果                 | 大会名               | 開催年月日    |
| ×    | 星野久子 | 2R 1:52 フロントチョーク | SMACKGIRL 〜ALIVE!〜 | 2001年9月27日 |

### グラップリング
| 勝敗 | 対戦相手                                | 試合結果 | 大会名                                                                             | 開催年月日    |
| △    | 山戸志保&長嶺妙子 （パートナー：SACHI） | 0-0      | club DEEP 広島モンスターチャレンジ 【女子グラップリング・タッグマッチ 7分3本勝負】 | 2006年5月27日 |

## 獲得タイトル
- 2003 リアルファイティング空手道選手権大会 50kg以下級 準優勝[4]
- 2004 リアルファイティング空手道選手権大会 50kg以下級 優勝[5]
- 2005 リアルファイティング空手道選手権大会 55kg以下級 優勝[8]
- 2006 リアルファイティング空手道選手権大会 50kg以下級 優勝[11]
- 2007 リアルファイティング空手道選手権大会 48kg以下級 準優勝[15]
- 2008 リアルファイティング空手道選手権大会 48kg以下級 準優勝[19]